# Анандејл (Њу Џерзи)
Анандејл (енгл. Annandale) насељено је место без административног статуса у америчкој савезној држави Њу Џерзи.

## Демографија
По попису из 2010. године број становника је 1.695, што је 419 (32,8%) становника више него 2000. године.
| Група             | 2000.         | 2010.         |
| Белци             | 1.217 (95,4%) | 1.406 (82,9%) |
| Афроамериканци    | 8 (0,6%)      | 42 (2,5%)     |
| Азијати           | 28 (2,2%)     | 124 (7,3%)    |
| Хиспаноамериканци | 22 (1,7%)     | 79 (4,7%)     |
| Укупно            | 1.276         | 1.695         |